# Мучения на островах
«Мучение на островах» (фр. Pacifiction – Tourment sur les îles или просто англ. Pacifiction (от Pacific + fiction)) — художественный фильм испанского кинорежиссёра Альберта Серра 2022 года.
Премьера картины состоялась на 75-м Каннском кинофестивале (2022 год), где она боролась за «Золотую пальмовую ветвь».
Премьерный показ фильма в России состоялся 1 мая 2023 года в Доме культуры «ГЭС-2».

## Оценка
Фильм был принят критиками преимущественно положительно. Так, по данным агрегатора Rotten Tomatoes, «Мучение на островах» получило 87 % положительных отзывов на основе 70 рецензий. По данным Metacritic, средняя оценка на основе 8 рецензии составляет 79/100.
Редакция французского журнала о кино Cahiers du cinéma поставила данный фильм на первое место среди 10 лучших фильмов 2022 года.